# San Giovanni a Cerreto
San Giovanni a Cerreto è una frazione del comune italiano di Castelnuovo Berardenga, nella provincia di Siena, in Toscana. Una piccola parte della frazione ricade anche nel territorio comunale di Siena.

## Geografia fisica

### Territorio
- Classificazione sismica: zona 2 (sismicità medio-alta), Ordinanza PCM 3274 del 20/03/2003

### Clima
- Classificazione climatica: zona D, 2099 GR/G
- Diffusività atmosferica: alta, Ibimet CNR 2002

## Storia
Nel Medioevo la località di San Giovanni a Cerreto era sede di un villaggio, ricordato fin dal 1139, e di una chiesa molto bella e antica, documentata dal 1194.

## Monumenti e luoghi d'interesse

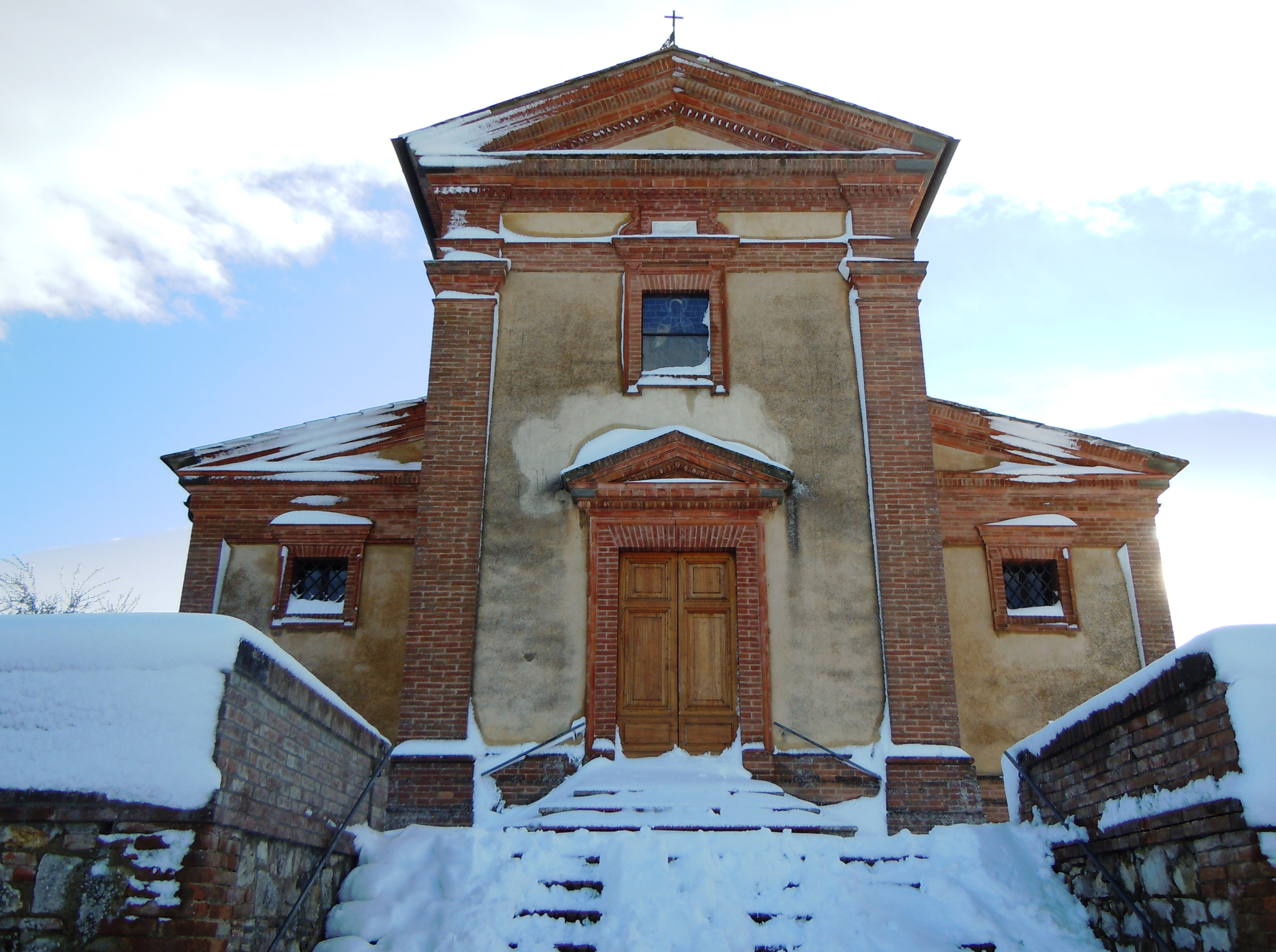
La chiesa di San Giovanni Evangelista

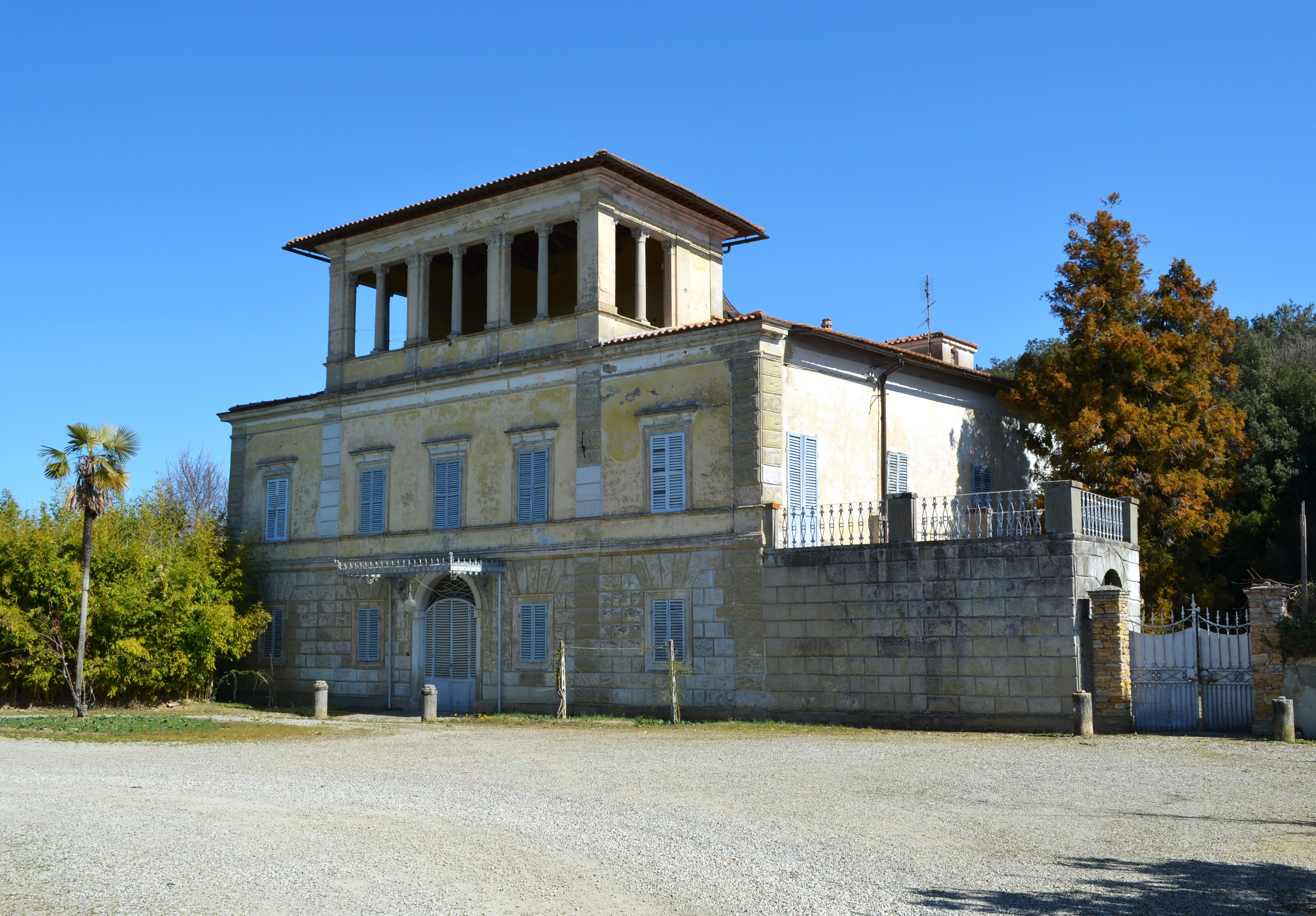
Villa San Giovanni

- Chiesa di San Giovanni Evangelista: una delle chiese più antiche dell'intera provincia di Siena, documentata fin dal 1194. Viene fondata da alcuni canonici del Duomo di Siena che si erano recati in quel luogo per evangelizzare la popolazione. Essa nasce come semplice cappella di comodità per il popolo e riceve alcune rendite dalla nobile famiglia Ricasoli di Brolio, che ne detiene il patronato, e in particolar modo da Geremia d'Ildobrando. In sagrestia si conserva una notevole tela datata 1609, raffigurante la Madonna col Bambino e i santi Giovanni Evangelista e Nicola di Bari, attribuito a Rutilio Manetti.

- Villa San Giovanni: villa ottocentesca che appartiene alla famiglia Avanzati, una delle più importanti dell'intero Chianti senese. L'edificio è organizzato su tre livelli, di cui i primi due sono i principali. La struttura e molto simmetrica, tipica degli edifici dell'epoca. Quello che salta subito all'occhio è l'ingresso, valorizzato da una caratteristica copertura in metallo in puro stile liberty. Le finestre sono personalizzate da moduli precisi, al pian terreno sono piccole e arricchite con cornici in finti mattoni, al secondo livello le finestre sono più grandi e sormontate da rompigocce, al terzo vi è invece un colonnato aperto con capitelli dorici.

## Cultura
Questo proverbio particolarmente diffuso a Siena e nel Senese, prende origine dalla frazione di San Giovanni a Cerreto. Luigi Brogi, soprannominato "Sicuro", era un mercante che si recava ogni giorno da San Giovanni a Cerreto a Siena per vendere le proprie merci. La mattina del 18 aprile 1923, in prossimità dei "Ponticini", poco distante da San Giovanni, venne derubato e ucciso da alcuni briganti. Nel luogo della morte si erge una lapide in sua memoria.